# Przepuklina Spiegela
Przepuklina Spiegela – przepuklina wychodząca spomiędzy linii półksiężycowatej i bocznego brzegu mięśnia prostego brzucha w miejscu jego połączenia się z kresą łukowatą. Leży dogłowowo od dolnych naczyń nabrzusznych.

## Historia
Nazwy tej użył po raz pierwszy w roku 1764 Josef Klinkosch w stosunku do przepukliny powstałej w obrębie rozcięgna mięśnia poprzecznego brzucha, oddając hołd Adrianowi van der Spieghel (1578 – 1625, w łac.  Adrianus Spigelius), belgijskiemu anatomowi. Opisał on w roku 1645 linię półksiężycowatą stanowiącą boczną granicę tegoż rozcięgna.  W 1742 Henri Francois Le Dran jako pierwszy rozpoznał rozerwanie w obrębie linii półksiężycowatej, zaś w cztery lata później Beatricio La Chausse wyodrębnił oddzielną przepuklinę w zakresie tej struktury. Pierwszy przypadek przepukliny Spigela u dziecka podał Scopinaro w roku 1935. Obecnie nazwy tej używa się w stosunku do przepukliny, której wrota znajdują się w obrębie tzw. rozcięgna Spigela czyli rozcięgna mięśnia poprzecznego brzucha ograniczonego bocznie przez linię półksiężycowatą, zaś przyśrodkowo przez boczny brzeg mięśnia prostego brzucha. Większość przepuklin spigelowskich powstaje w obrębie trójkąta ograniczonego od góry przez kresę łukowatą (Douglasa), bocznie przez linię półksiężycowatą, zaś od dołu przez naczynia nabrzuszne dolne.  

## Epidemiologia
Przepukliny Spigela stanowią około 1-2% wszystkich przepuklin brzusznych, a ich zawartość może stanowić sieć większa, pętle jelitowe, uchyłek Meckela, jajniki a nawet pęcherz moczowy. Częściej występują u kobiet (ok. 70%) w 6-7 dekadzie życia i po stronie lewej (65%). Do czynników ryzyka zalicza się oprócz płci, otyłość i POChP. Wymienia się także urazy i uprzednie operacje brzuszne.

## Etiopatogeneza
Etiopatogeneza nie jest do końca jasna. Teoria „naczyniowa” zakładała powstawanie przepuklin w miejscach penetracji naczyń i nerwów przez rozcięgno. Bliższe obserwacje anatomiczne nie potwierdziły jej. Obecnie przyjmuje się teorię polietiologiczną uwzględniającą zaburzenia metabolizmu kolagenu, patologiczną otyłość, wielokrotne ciąże, przewlekłe choroby płuc i inne. Występowanie przepuklin Spigela we wczesnym niemowlęctwie wskazuje na udział czynnika wrodzonego.

## Rozpoznanie
Rozpoznanie opiera się przede wszystkim na badaniu klinicznym, które wykazuje guz przepuklinowy w typowej lokalizacji. 

## Leczenie
Przepuklina może być a priori nieodprowadzalna, gdyż wrota są zazwyczaj wąskie. Klasyczna metoda naprawy polega na poprzecznym cięciu ponad guzem, rozwarstwieniu mięśnia skośnego zewnętrznego i dotarciu do worka przepuklinowego. Worek otwiera się i po sprawdzeniu zawartości odprowadza się ją do jamy brzusznej. Ze względu na fakt, że przepuklina spigelowska może mieć kilka wrót, należy dokładnie ocenić rozcięgno mięśnia poprzecznego. Ubytki w rozcięgnie i mięśniach zeszywa się szwem niewchłanialnym zaś mięsień skośny zewnętrzny można zeszyć „na zakładkę”, co ma wzmacniać ranę. W ostatnich latach do wzmocnienia rozcięgna Spigela używa się materiału syntetycznego układanego zamięśniowo lub międzymięśniowo. Opisywano również zastosowanie naprawie metody PHS (dolny płat ułożony przedotrzewnowo za rozcięgnem, konektor we wrotach, zaś płat górny pod mięśniem skośnym zewnętrznym). W 1992 Carter jako pierwszy zastosował laparoskopię w naprawie przepukliny Spigela. Obecnie zabieg ten wykonuje się metodą TEPA.     